# Hans Handschin
Hans Handschin (eigentlich Johannes Handschin; * 1899; † 1948 in Basel) war ein Schweizer Kunstmaler und Grafiker. Er war ausgebildeter Architekt und hatte sich schnell auf Airbrush-Technik spezialisiert. Sein Vermächtnis ist ein umfangreiches Werk an Plakaten, die auf Auktionen zum Teil überdurchschnittliche Preise erzielen. Während seines kurzen Lebens gab es keine Ausstellungen zu seinem Schaffen.

## Arbeit
1928 ist Handschin erstmals in Basel fassbar, wo er sich bis 1935 niederliess, um zwischenzeitlich für drei Jahre in Neu-Allschwil zu leben, bevor er die letzten zehn Lebensjahre wieder in Basel verbrachte. Der Familienname Handschin ist vor allem in Rickenbach (BL) und Gelterkinden präsent, wo seit dem 16. Jahrhundert Bürger dieses Namens durch Amtshandlungen oder Verträge aktenkundig geworden sind.
In diesen wenigen Jahren gehörte er zu den führenden Gebrauchsgrafikern im Dreiländereck. Sein Arbeitsgerät war vor allem die Airbrush-Spritzpistole, mit dem ihm sowohl flächige als auch hyperrealistische Darstellungen gelangen. Lithografien und Linoldrucke waren für ihn weitere wichtige Arbeitstechniken. Sein Sujet waren neben Produktwerbung vor allem der Tourismus, insbesondere Ferienorte in den Alpen, sowie soziale Belange wie «Für das Alter», «Invalidenfürsorge beider Basel» und «Basler Hilfe für Emigrantenkinder».
Sein Œuvre entstand hauptsächlich zur Zeit des Art déco in den 1930er-Jahren. Als Vorbild gilt sein Altersgenosse Niklaus Stoecklin. Handschins Gestaltung ist besonders bei Landschaftsdarstellungen geprägt von «grafisch klarer, nüchterner, fast kühler Sprache», die von einer Grundfarbe dominiert wird. So wurde die traditionelle Wiedergabe schweizerischer Idylle um neue Aspekte bereichert. Diese Gestaltungsform wurde später unter dem Begriff Basler Schule subsumiert.

## Plakatauswahl

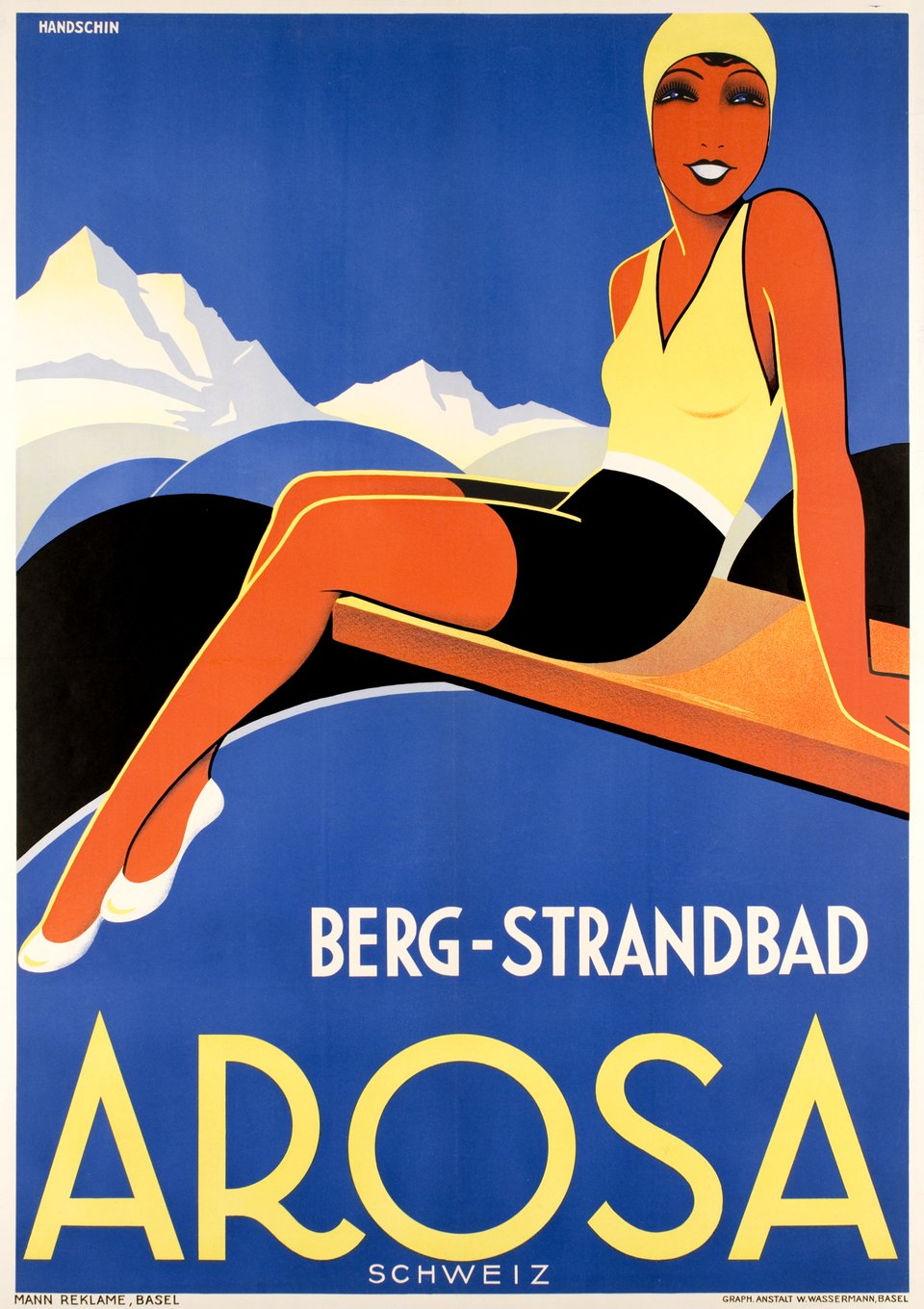
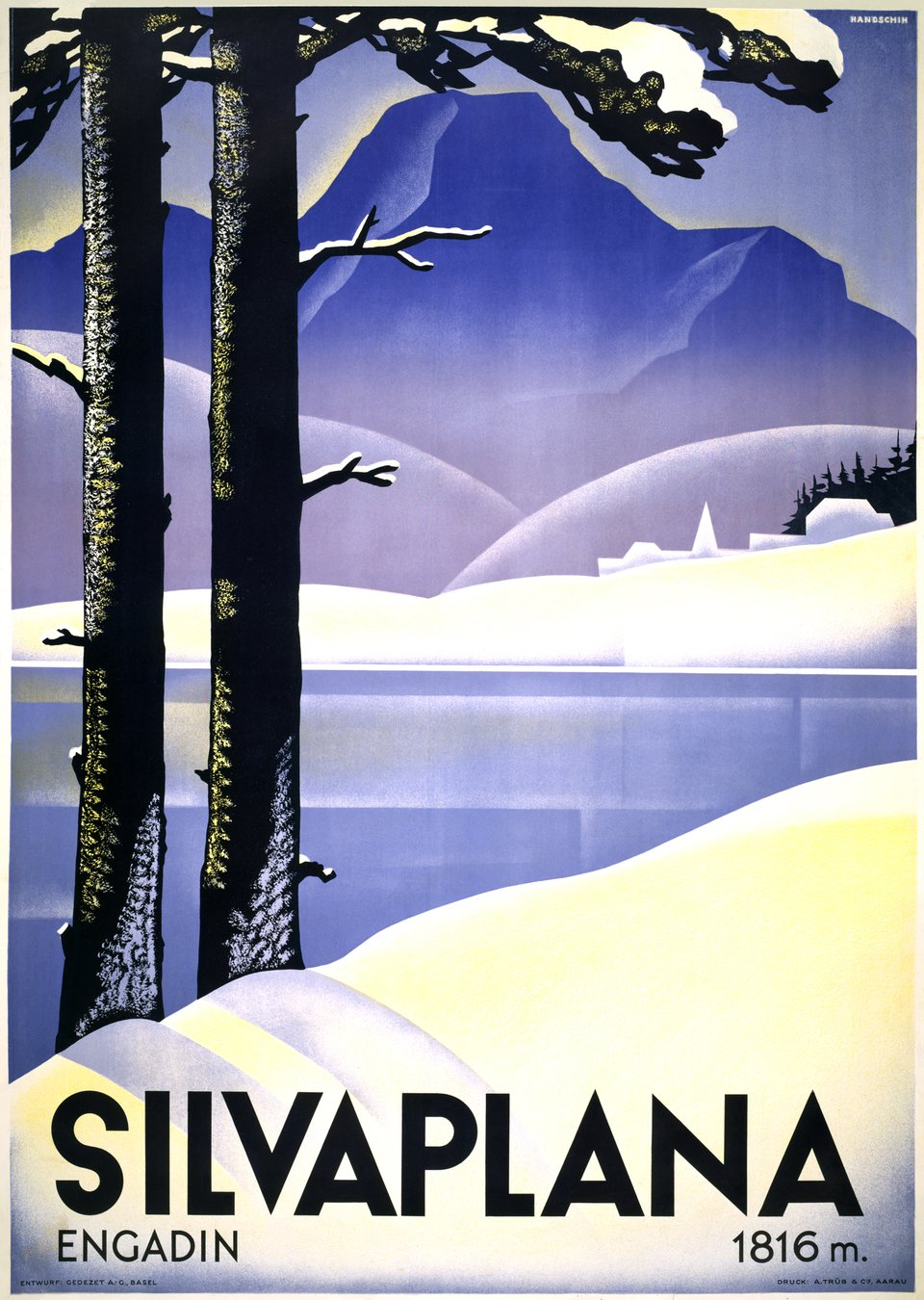
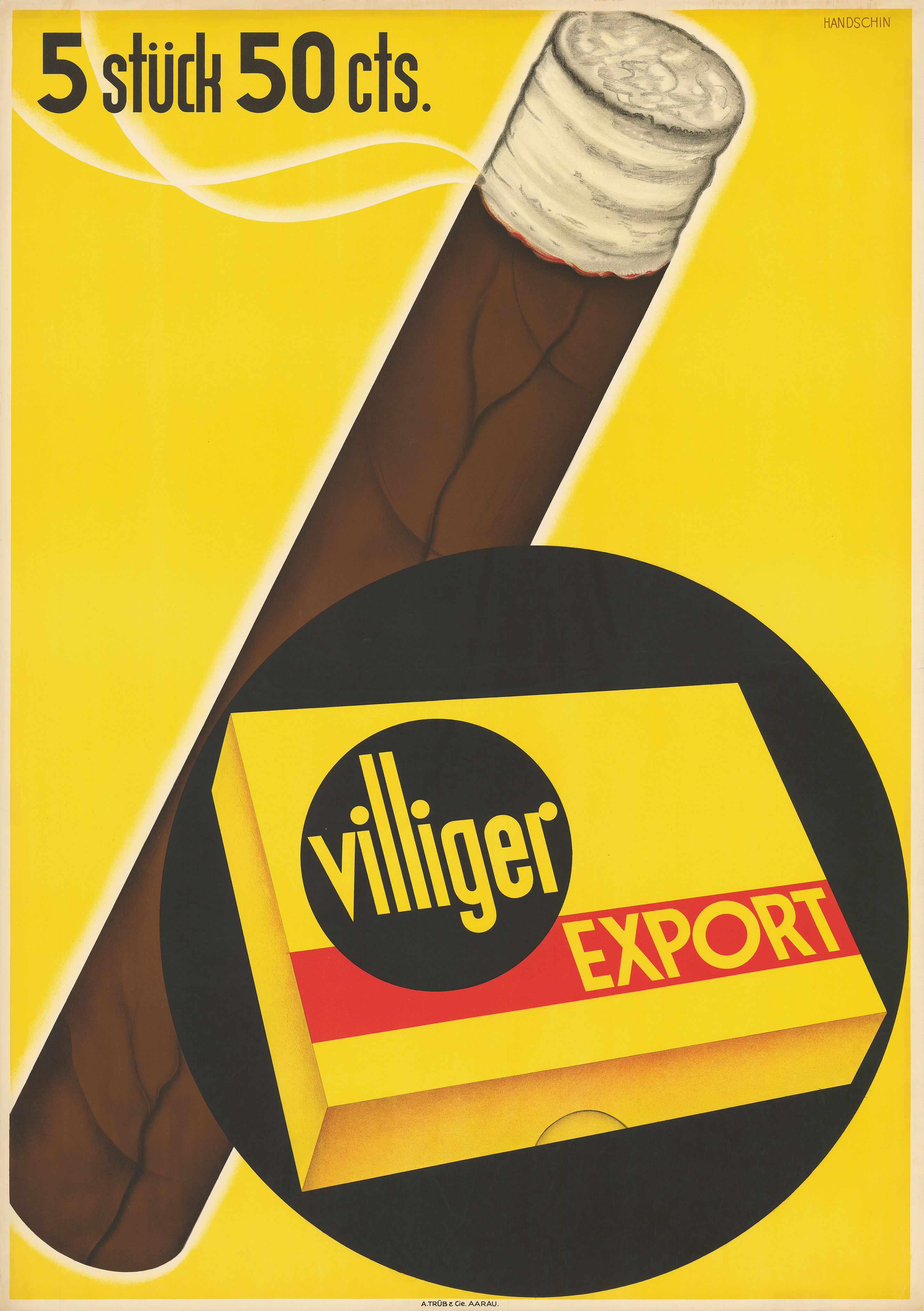
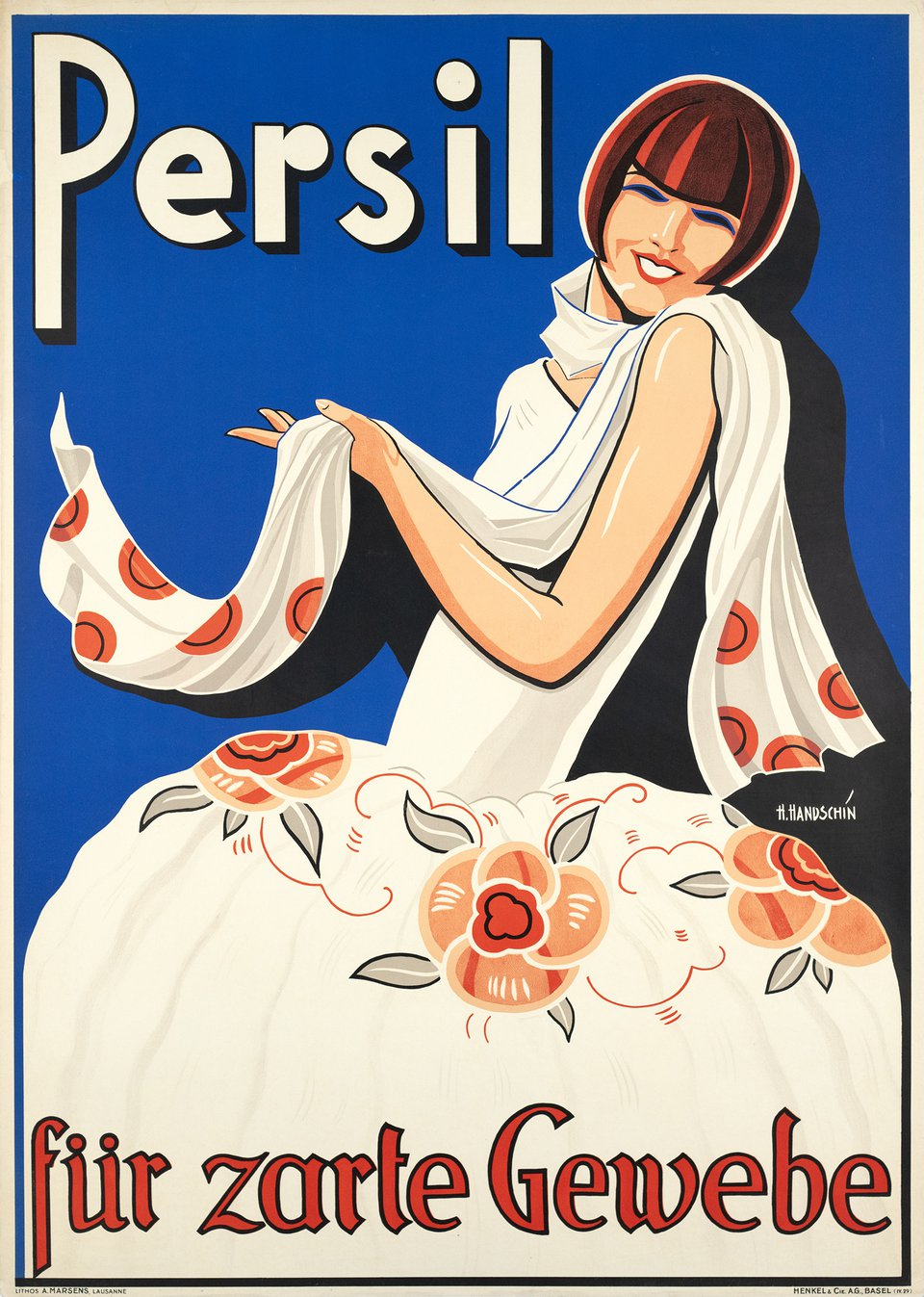
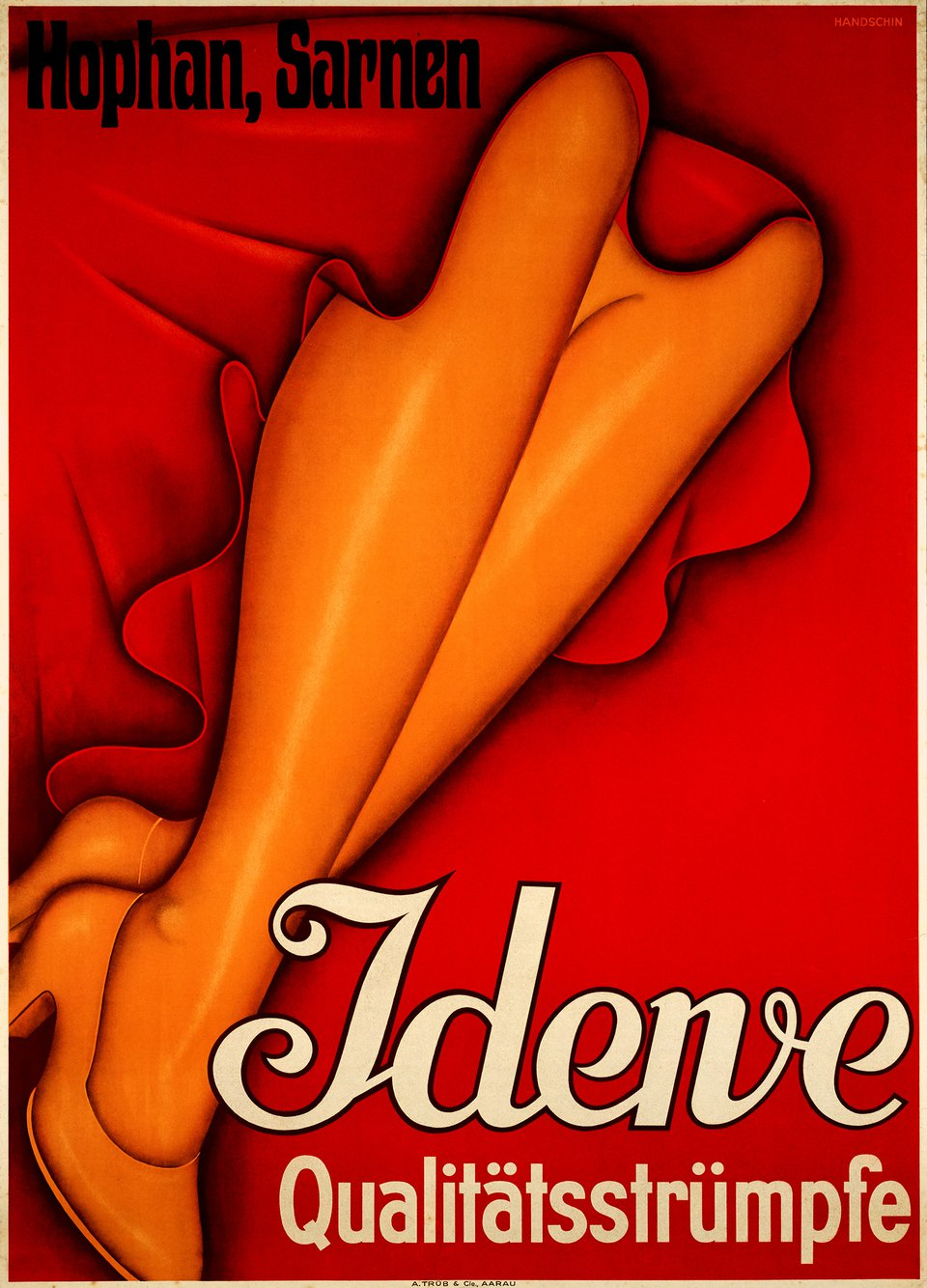
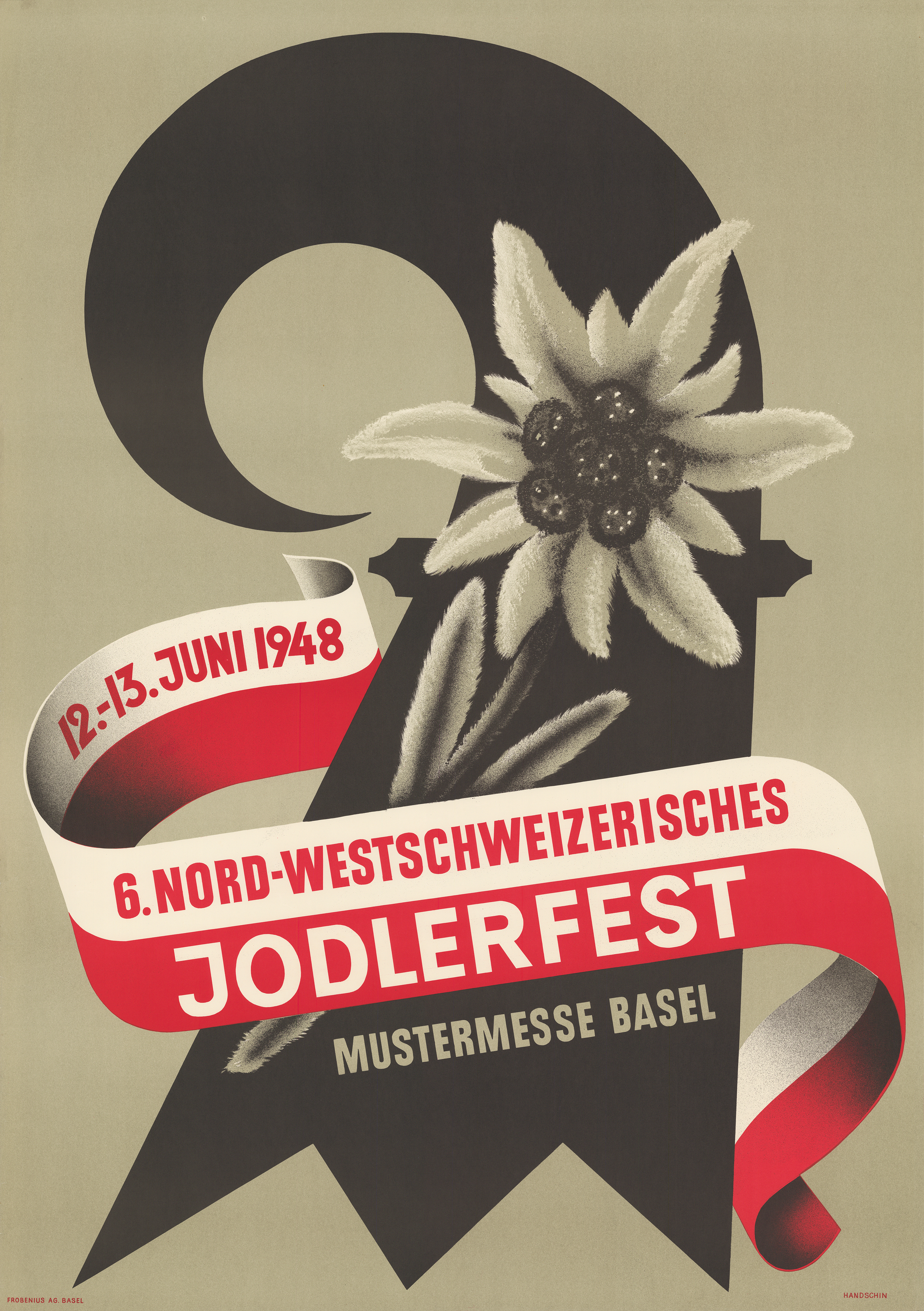
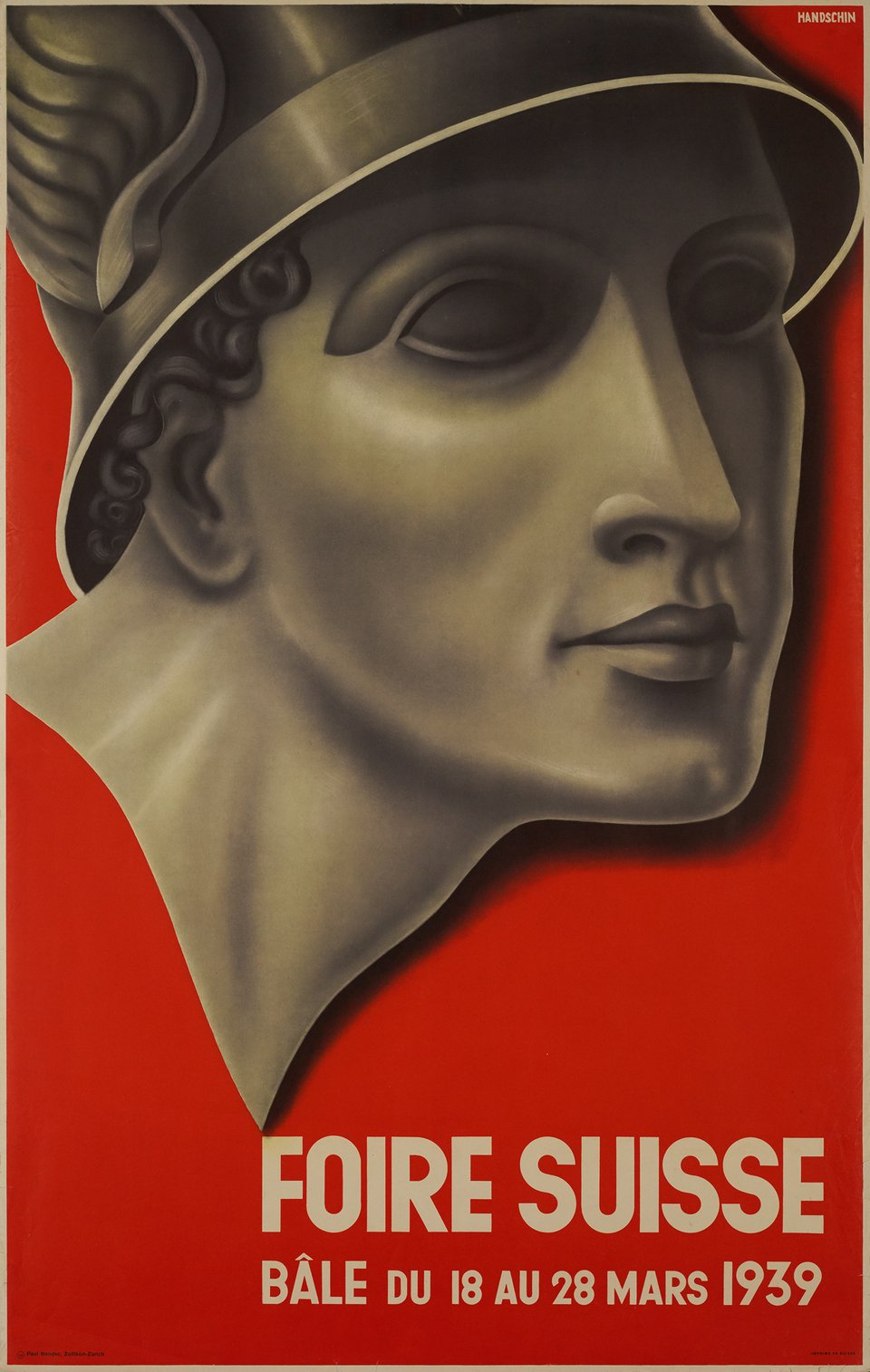